# Dinero jaqués

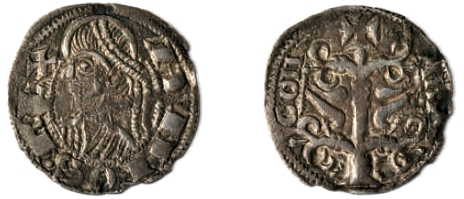
Dinero de Alfonso II. Inscripción: Anverso: ALFONS.REX., Reverso: ARAGON.

El dinero jaqués o dinero aragonés es un tipo de moneda de vellón emitida en el Reino de Aragón desde la segunda mitad del siglo XI hasta 1728, aunque se siguió utilizando, principalmente como unidad de cuenta, hasta el S.XIX.
Las acuñaciones de dinero aragonés comienzan en Jaca hacia 1085, durante el reinado de Sancho Ramírez (1063-1094). Su tipología inicial fue la del anverso con perfil del rey y en el reverso la cruz procesional sobre vástago con florituras de ramas a los lados, imagen que en la Edad Moderna se asociará al emblema del Árbol de Sobrarbe y que aparecerá en el primer cuartel del escudo de Aragón. A partir del reinado de Jaime I de Aragón, el Conquistador, la cruz floreada sobre vástago de las emisiones de Sancho Ramírez, Pedro I y Alfonso I el Batallador fue sustituida por una cruz pontifical de doble travesaño (posteriormente conocida en heráldica como cruz de Lorena).
Con Alfonso II de Aragón el dinero jaqués mantuvo su ley; posteriormente, Jaime I el Conquistador la redujo, disminuyendo su grosor a la mitad.
Además de en Jaca, también fueron emitidos dineros en otras cecas, como Monzón (reinado de Pedro I de Aragón) o fugazmente Sariñena (bajo Jaime I el Conquistador), probablemente para suministrar numerario a Tortosa, por donde circulaba el dinero jaqués.
Hacia 1340 la ceca desde donde se emitía el dinero aragonés fue trasladada por Pedro IV el Ceremonioso a Zaragoza. En el siglo XIV el dinero jaqués se había revalorizado con respecto al resto de los estados de la Corona de Aragón. Valía un tercio más que el valenciano y el barcelonés, y el doble que los dineros mallorquines, sardos y corsos.

## Origen del dinero jaqués
Proviene del dinero (en latín denarius), moneda del Imperio carolingio. Con el establecimiento del poder franco en la Marca Hispánica se inicia en la península ibérica la acuñación de dinero navarro, aragonés y catalán. 
Hasta el siglo VIII la moneda de referencia europea fue el sueldo de oro (sólido o solidus) bizantino. Al introducir moneda de menor valor para los intercambios comerciales (plata y moneda de vellón), el sistema monetario carolingio vio cómo la moneda de plata desplazaba de la circulación a la de oro, en un proceso favorecido por la escasez de este metal en el comercio altomedieval de la Europa continental. Así, desaparecidos los sólidos de oro carolingios, se convirtieron en moneda de cuenta, con valor de 12 dineros de plata, que pasaron a ser la moneda circulante y la de referencia. Doce dineros carolingios equivalían a un sueldo, y veinte sueldos, a una libra de plata, que era una unidad de peso de 400 gramos. Por tanto una libra equivalía a 240 dineros o 12 sueldos. Este sistema monetario fue adoptado por los condados de la Marca Hispánica y muchas otras zonas de Europa, llegando en el Reino Unido a mantenerse hasta fechas relativamente recientes.
El dinero carolingio de plata fue la unidad monetaria en el Imperio de Carlomagno. Fue acuñada con una ley de la máxima pureza y recibió el nombre de argent-le-roi. Estos dineros fueron acuñados también en la Marca Hispánica y, por tanto, muy probablemente en el Condado de Aragón. 
Sin embargo, con la progresiva independencia de los condados carolingios hispanos, sus acuñaciones de moneda fueron degradándose, y el dinero de plata pasó a ser una aleación de plata y cobre, es decir, lo que se conoce como moneda de vellón, y la moneda de gran valor circulante en estos territorios fue el dinar andalusí (moneda de oro) y el dirhem (de plata), quedando el dinero relegado al comercio minorista. Con el nacimiento del Reino de Aragón, la moneda de referencia pasó a ser una libra de cuenta, un sueldo también desaparecido y los dinares y dirhemes andalusíes, utilizados fundamentalmente en operaciones contables de importancia, como fueron el pago de las parias.

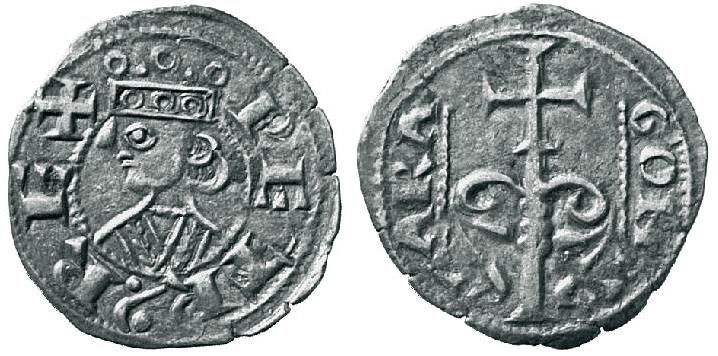
Dinero jaqués de Pedro II de Aragón. Anverso: Busto real coronado con la leyenda PETRO REX. Reverso: cruz procesional sobre vástago con florituras de ramas a los lados. Leyenda: ARA-GON. 19 mm de diámetro. 1.13 gr de peso.

Asimismo está documentado un raro caso de acuñación de moneda de oro de Sancho Ramírez, el mancuso jaqués (mancusos iacensis o auro de Iacca), que respondía a la misma tipología del dinero de vellón y adoptó una ley baja (oro de unos 18 quilates). Es posible que fuera una emisión especial, que no llegó a circular, y que se debió a la necesidad del pago de medio millar de mancusos de oro anuales a la Santa Sede al ser reconocido Sancho Ramírez como rey de Aragón por el papa e infeudado por esta cantidad a los Estados Pontificios tras el viaje del rey aragonés a Roma de 1068. Igualmente existió moneda divisionaria del dinero: el óbolo, cuyo valor y peso era la mitad de un dinero.
Los humildes dineros de vellón de Sancho Ramírez tenían una ley cuaternal, es decir, una aleación de un tercio de metal de plata por dos de cobre. Su tipología fue muy simple. El anverso del dinero «sanchete» reproducía un busto del rey muy esquemático con la leyenda SANCIVS.REX. El reverso traía el mal llamado «árbol de Sobrarbe», en realidad una cruz sobre vástago con ramificaciones florales a sus costados, lo que Jaime I el Conquistador denominó «arbor ad modum floris» (árbol a modo de flor), lo cual comenzó a establecer la analogía y confusión posterior con la encina de Sobrarbe, y la leyenda ARA-GON o IACCA, aunque con Pedro I de Aragón aparecen también emisiones del Reino de Monzón con la leyenda MON-SON, acapto o conquista personal establecida en 1089 por el entonces príncipe Pedro. Existe otra acuñación de dinero de Sancho Ramírez con la leyenda ARAGONENSI.